# Distretto di Çekerek
Il distretto di Çekerek (in turco Çekerek ilçesi) è uno dei distretti della provincia di Yozgat, in Turchia.